# イオン根室店
イオン根室店（イオンねむろてん）は、北海道根室市に所在するイオン北海道運営の総合スーパー（GMS）である。

## 概要
地元根室市で設立した寺島木材（現：寺島興業株式会社）が、1983年4月に不動産賃貸事業の一環として根室市の中心部に第1寺島ビル（当施設）を落成し、ニチイが出資して立ち上げた株式会社根室ファミリーデパートが運営をになう形で開業した。
1997年10月には店舗の増床を行い、店名が「根室サティ」へ変更され、その後運営にあたる根室ファミリーデパートをグループ企業の株式会社マイカル北海道が吸収合併して直営店となった。
運営元の変更に伴い2002年5月に店名が「ポスフール根室店」に、2011年3月1日には現店舗名の「イオン根室店」へ変更されている。翌年にはイオン厚岸店、イオン旭川春光店（2022年閉店）に次いでローコストオペレーションの価格強化型店舗への業態変更に伴い、リニューアルを施した。
2021年11月19日の正午すぎ、2階フロアのレジ付近で業務に当たっていた女性店員に対し、男子中学生が刃物で切り付ける事件が発生した。
根室振興局内では唯一のイオンであり、イオングループの店舗では日本最東端に位置している。

## 沿革
- 1983年（昭和58年）4月 - 根室ファミリーデパート運営の「根室ファミリーデパート」としてオープン。
- 1997年（平成9年）10月 - 施設増床を実施し、店名が「根室サティ」へ業態転換。
- 2000年（平成12年）9月1日 - 運営合併によりマイカル北海道へ移行[3][10]。
- 2002年（平成14年）5月 - ポスフールへの店名変更に伴い、「ポスフール根室店」へ改称[3]。
- 2011年（平成23年）3月1日 - イオンへの店名変更に伴い、「イオン根室店」へ改称[4]。
- 2012年（平成24年）9月28日 - ローコストオペレーションの価格強化型店舗への移行に伴い改装[3][6]。
- 2021年（令和3年）11月19日 - 2階フロアにて、殺人未遂事件が発生[7]。

## フロアとテナント

### フロア概要
核店舗のイオン根室店と6の専門店で構成される。
| 階  | フロア概要                         |
| --- | ---------------------------------- |
| R階 | 屋上駐車場                         |
| 2階 | ファッションのフロア               |
| 1階 | 総合食料品と住まい・暮らしのフロア |

### 主なテナント
1階
- 祭囃子（回転寿司）

2階
- クイックカットBB（理容）
- アミューズメントランド（アミューズメント）

別棟
- キャンドゥ（100円ショップ）

テナント情報は2022年12月時点
出店テナント全店の一覧詳細情報は公式サイト「フロアマップ」を、営業時間およびATMを設置している金融機関の詳細は公式サイトを参照。

## アクセス
根室公園向かい、道道313号（花咲ロード）沿いに位置している。

### 鉄道
- 根室駅（JR北海道・花咲線）から徒歩約10分

### 自動車
- 根室道路 - 根室ICより約7分

### 駐車場
当施設の駐車場は、160台利用可能である。
| 施設駐車場 | 駐車可能時間 | 備考         |
| ---------- | ------------ | ------------ |
| 平面駐車場 | 8:45 - 21:15 |              |
| 屋上駐車場 | 8:45 - 21:15 | 高さ制限2.4m |

## 周辺
- 根室公園
- 根室警察署
- 市立根室病院
- 根室振興局
- 根室市役所